# Usclades-et-Rieutord

Usclades-et-Rieutord este o comună în departamentul Ardèche din sud-estul Franței. În 1 ianuarie 2022 avea o populație de 110 de locuitori.